# 事業用自動車
事業用自動車（じぎょうようじどうしゃ）とは、業務用の自動車である。対義語は「自家用自動車」。日本においては俗に「営業用自動車」「営業ナンバー」、あるいはナンバープレートの色から「緑ナンバー」「青ナンバー」などと呼ばれる。

日本の道路運送法で定める「事業用自動車」とは、道路運送車両法上の自動車（二輪車の場合は排気量125cc超）が該当する。同法上の自動車に当たらない原動機付自転車には自家用・事業用の区分はない。

## 概要
道路運送法においては、自動車を「事業用自動車」と「自家用自動車」に分類する。「事業用自動車」とは、自動車運送事業者がその自動車運送事業の用に供する自動車のことをいい、「自家用自動車」とは事業用自動車以外の自動車のことをいう。
自動車運送事業とは、旅客や貨物を運送し、専らその運送自体を商業的行為とする事業、すなわち荷物や人を乗せて、その代価として料金（運賃）を受け取り、報酬や利益を得る事業である。自動車運送事業には、道路運送法や貨物自動車運送事業法に基づく旅客自動車運送事業、貨物自動車運送事業がある。
自動車運送事業を営むには、国土交通省の運輸局から許認可を受け免許を得る必要があり、その認可を受けた証として事業用自動車のナンバープレートが交付される。登録自動車は緑地に白字、軽自動車は黒地に黄字のナンバープレートである。これに対し、自家用自動車には自家用ナンバー（登録自動車は白ナンバー、軽自動車は黄ナンバー）が交付される。

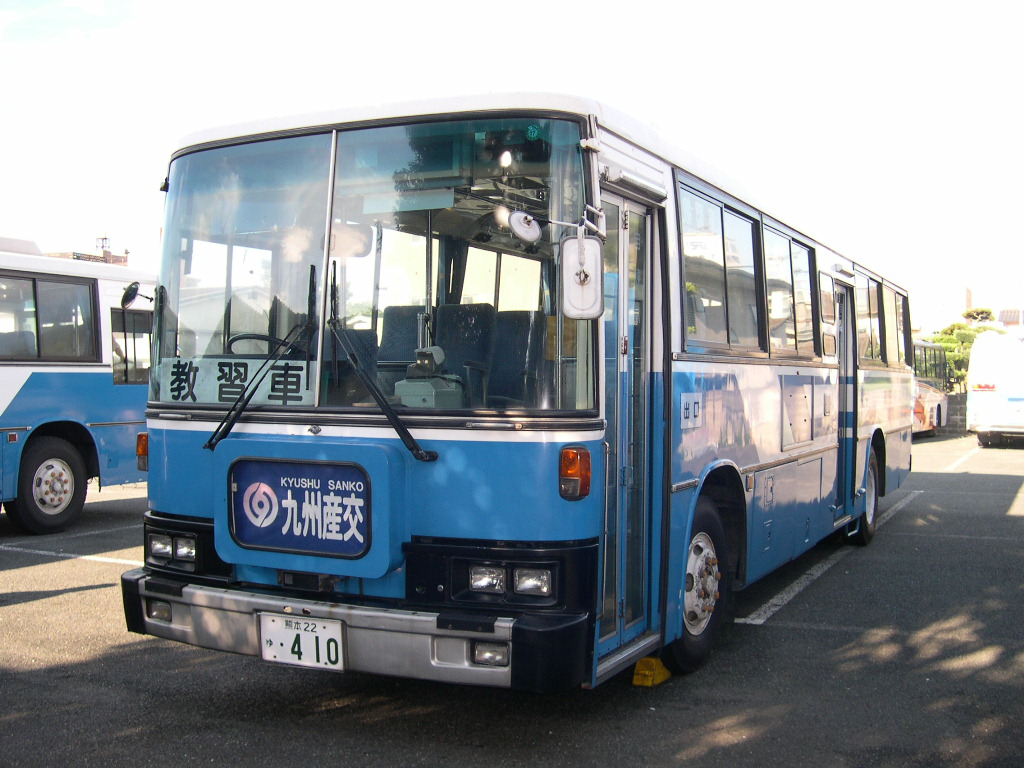
バス会社の教習専用車（九州産交バス）
旅客運送を行うことはないため、自家用登録（白ナンバー）となっている。

自動車運送事業を営む者（個人または法人）であっても、保有する自動車の全てを事業用自動車とする必要はなく、営業には使用しない自家用自動車（白ナンバー車）を保有することもできる。
事業用自動車の運転自体は、自家用自動車と同様に全て第一種運転免許で可能である。ただし、バスやタクシーなどの旅客自動車を営業運転する場合は第二種運転免許が必要となる。運ぶ対象がモノである貨物と、人間である旅客とで必要とされる運転免許が異なり、後者の運転者により厳しい運転免許の条件を課すという趣旨による。

## 事業用自動車の例
旅客自動車

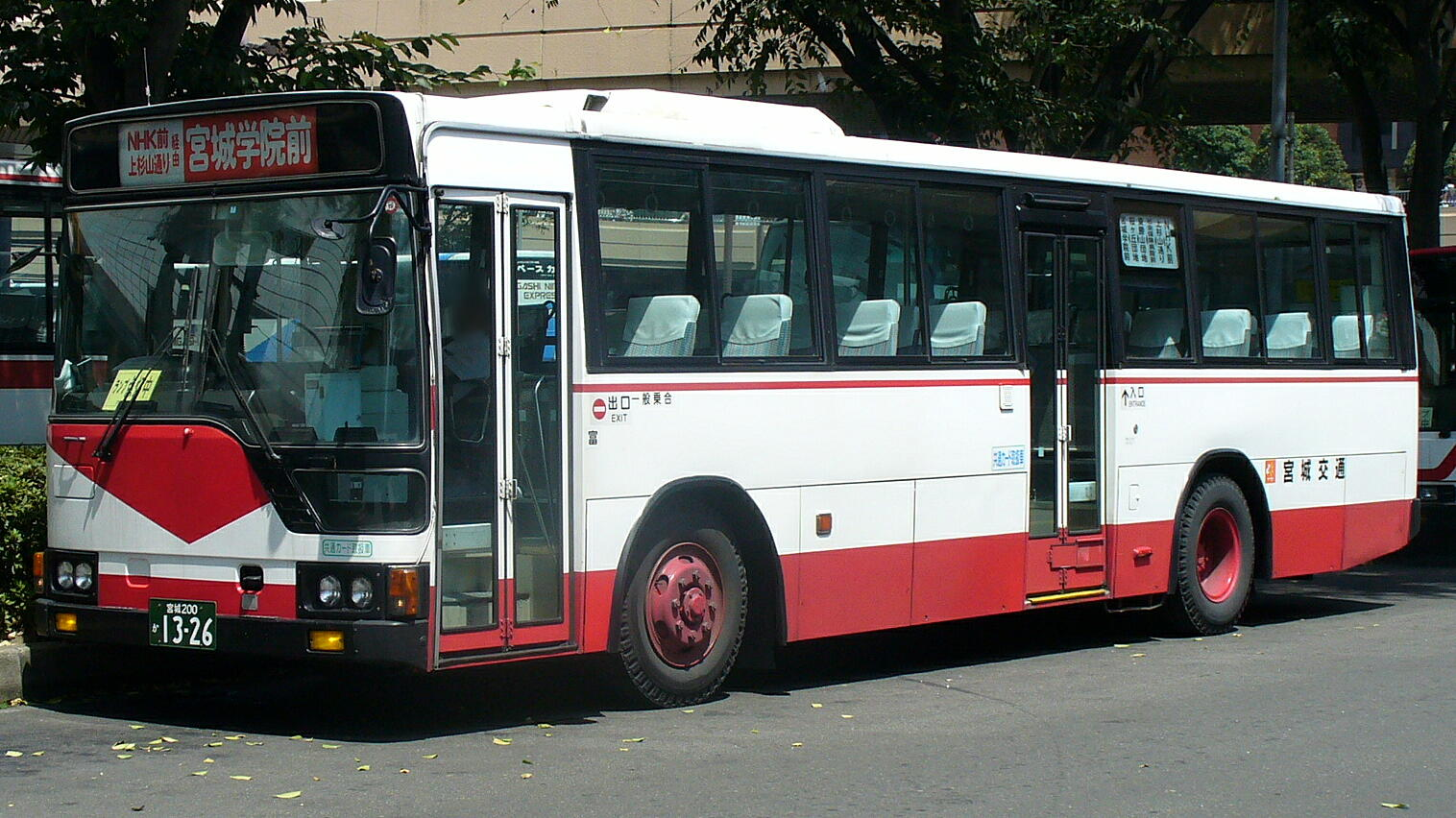
一般路線バス 宮城交通
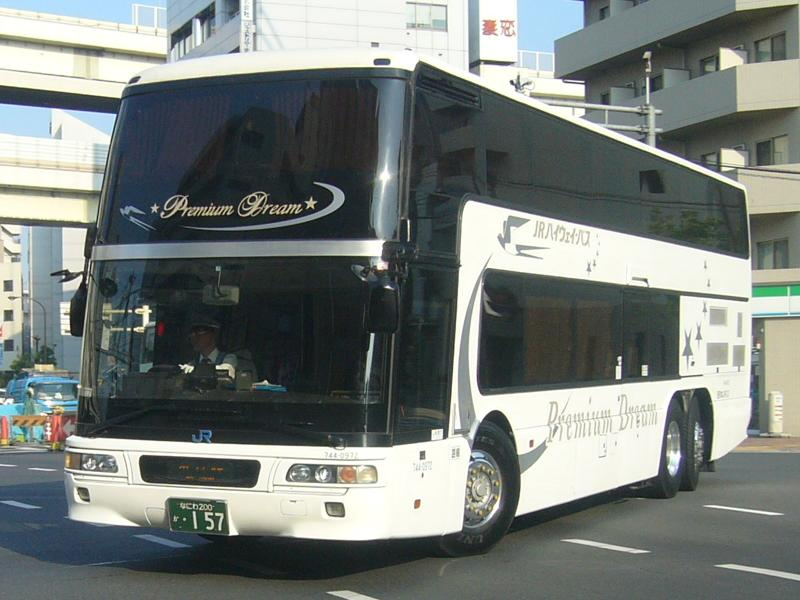
高速路線バス 西日本ジェイアールバス
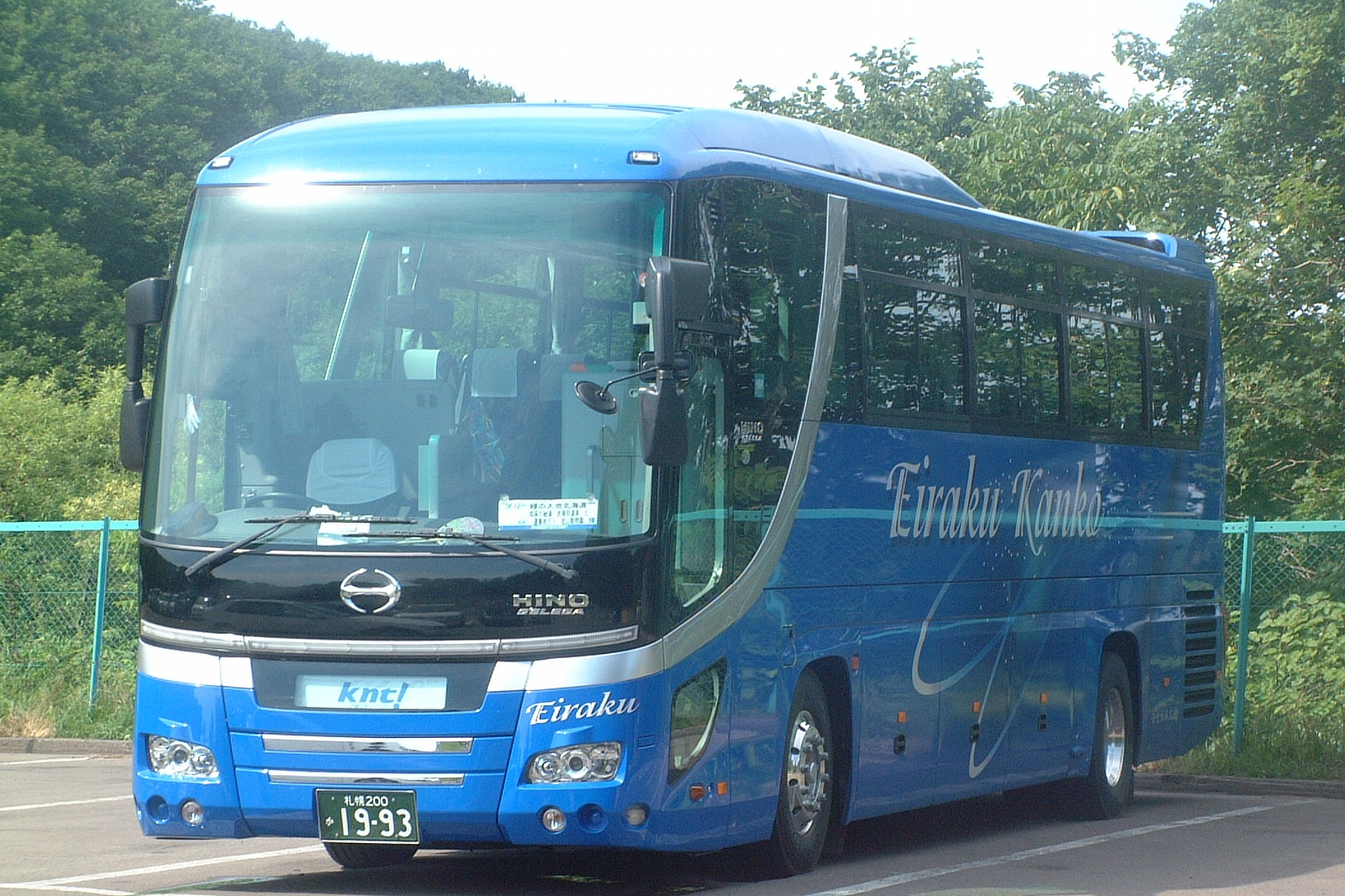
貸切バス（安全永楽交通）
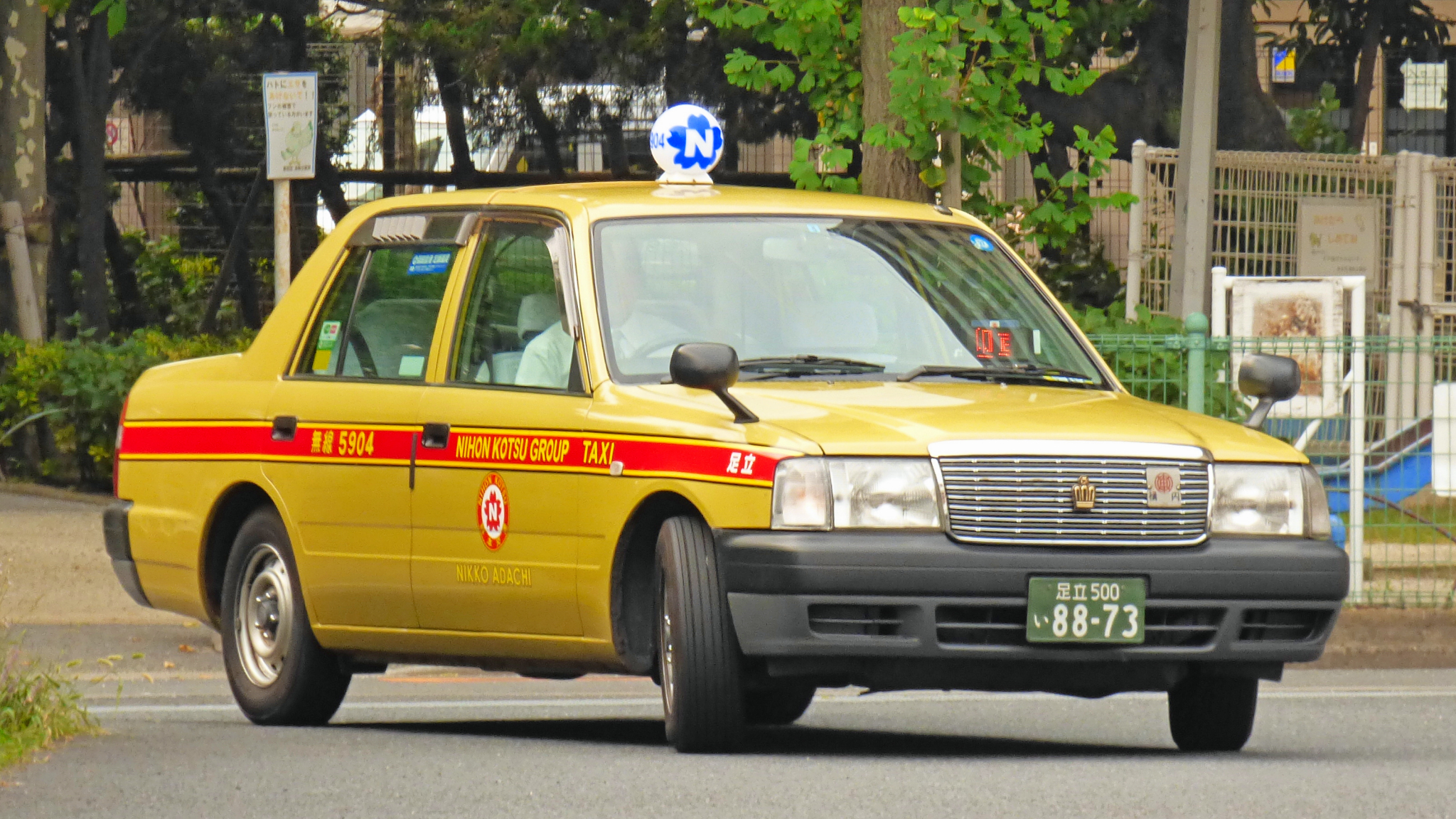
タクシー 日本交通

貨物自動車

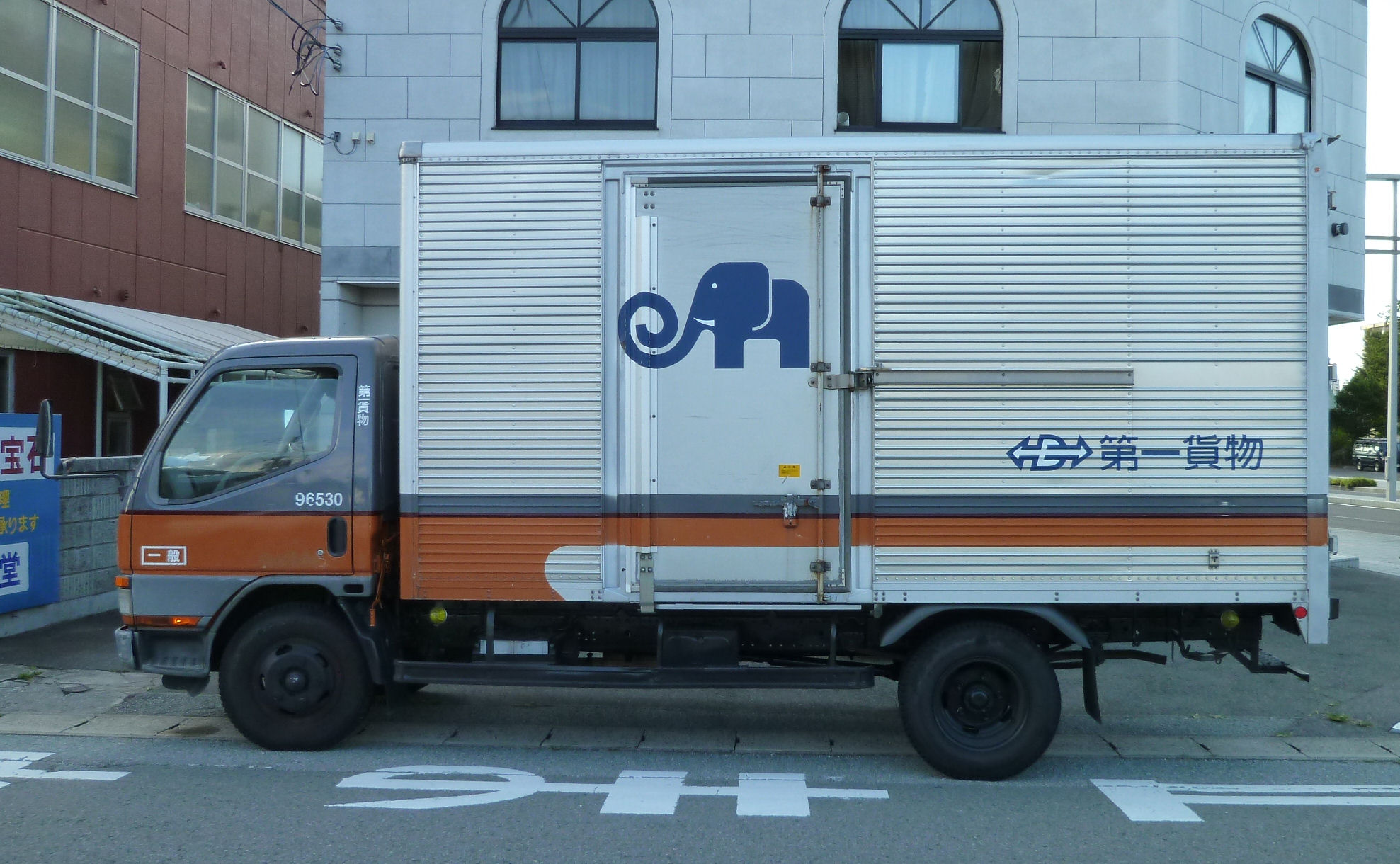
貨物自動車運送事業 第一貨物の配送車
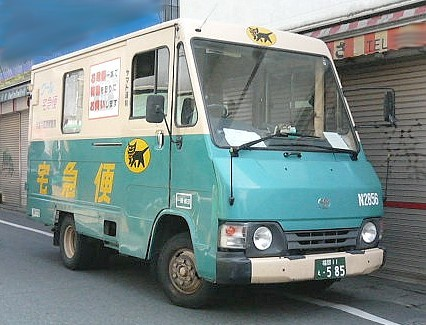
貨物自動車運送事業 ヤマト運輸「宅急便」の配送車
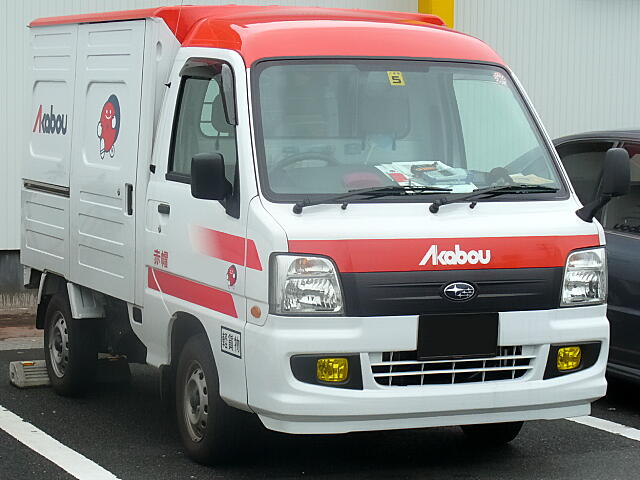
貨物軽自動車運送事業 赤帽の配送車）
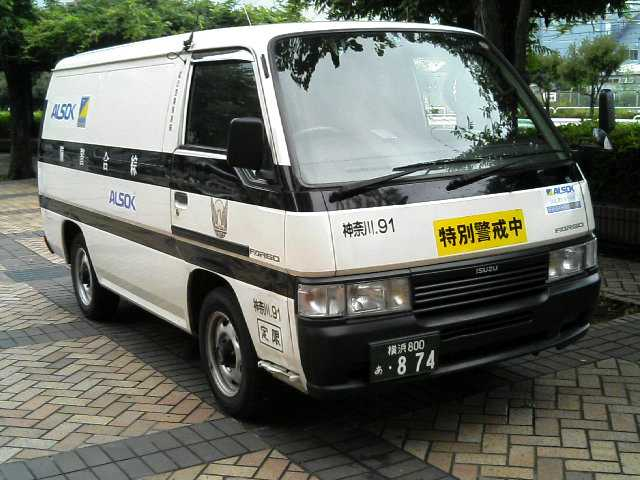
貴重品輸送警備 綜合警備保障の現金輸送車